# Cantó d'Aubigny-sur-Nère
El cantó d'Aubigny-sur-Nère és un cantó francès del departament del Cher, situat al districte de Vierzon. Té 4 municipis i el cap és Aubigny-sur-Nère.

## Municipis
- Aubigny-sur-Nère
- Ménétréol-sur-Sauldre
- Oizon
- Sainte-Montaine

## Història
| Data d'elecció                           | Identitat        | Partit                         | Qualitat |
| ---------------------------------------- | ---------------- | ------------------------------ | -------- |
| 1945-1951                                | Yves Guillou     | SFIO                           |          |
| 1951-1964                                | Charles Lefebvre | radical, després divers droite |          |
| 1964-1998                                | Antoine de Vogué | RI, després UDF                |          |
| 1998-                                    | Michel Autissier | RPR, després UMP               |          |
| les dades anteriors no són pas conegudes |                  |                                |          |
|                                          |                  |                                |          |

## Demografia
| A partir de 1990: Població sense dobles comptes |